# Deb (ファイルフォーマット)
deb（ディーイービー）は、Debianなどで利用されるソフトウェア・パッケージのフォーマット。

## 概要
拡張子 ".deb" のファイルは、Debian、Ubuntuなど多くのLinuxディストリビューションで利用されるバイナリのパッケージである。これらのパッケージはgzipやbzip2、LZMAで圧縮された2つのアーカイブで構成される。そのうち1つはコントロールの情報、もう1つはデータを含む。
dpkg、aptまたはaptitudeでコントロールすることができる。
DebianやUbuntu、Linux MintなどDebian派生のディストリビューションでは、このパッケージフォーマットを利用してインストールされているソフトウェアを管理し、aptやaptitude、GUIフロントエンドのSynapticなどを利用して、ソフトウェアの依存関係の処理、ソフトウェアに関する情報の参照などを行うことができる。
JailbreakされたiOSでは、主にパッケージマネージャCydiaにて使用される。
他にLinuxディストリビューションで利用されるソフトウェア・パッケージのフォーマットとしては、rpmなどが存在する。

## 構造
debパッケージの中身は以下のような構造である。
```
 |--- debian-binary
 |--- data.tar.gz (拡張子は圧縮方式により異なる)
 | |--- . (root) (以下、インストール後のディレクトリ構造)
 |   |--- usr, bin ... 
 |
 |--- control.tar.gz
   |--- .
     |--- control
     |--- md5sums
```

controlはテキストファイルであり、アーキテクチャ、ソフトウェアの依存関係、パッケージ・メンテナの名前などが記載されている。